# 夏威夷櫛齒刺尾魚
夏威夷櫛齒刺尾魚，為輻鰭魚綱鱸形目刺尾魚亞目刺尾魚科的其中一個種，於1955年由美國魚類學家John Ernest Randall首次正式描述，其模式產地為夏威夷島Keauhou灣的入口處，分布於太平洋熱帶海域，棲息深度1-61公尺，本魚體呈橢圓形且側扁，成魚從遠處看是黑色，但均勻的顏色被許多細細的綠色條紋打破，幼魚與成魚有很大不同，它們的身體更深，整體顏色為明亮的橙紅色，帶有許多深色V形斑紋，背鰭硬棘8枚、背鰭軟條27-29枚、臀鰭硬棘3枚、臀鰭軟條25-26枚，體長可達25公分，棲息在珊瑚礁，可做為觀賞魚。

## 擴展閱讀
維基物種上的相關：夏威夷櫛齒刺尾魚